# Acide hypophosphorique
L'acide hypophosphorique (H4P2O6) est un tétracide semblable à l'acide pyrophosphorique (H4P2O7). Cet acide minéral a la particularité d'être un dimère (H2PO3)2, contenant une liaison directe entre deux atomes de phosphore voisins ; cette dernière caractéristique confère à ce composé une force de liaison plus importante que les acides du phosphore contenant une liaison (P-O-P), générant une meilleure stabilité en milieu aqueux (hydrolyse plus lente).

## Préparation
La méthode la plus répandue pour produire l'acide hypophosphorique passe par la synthèse d'hypophosphates (formes déprotonnées  de l'acide hypophosphorique) de sodium. Cette synthèse est contrôlée via l'oxydation du phosphore rouge par le chlorite de sodium à température ambiante :
2P(s) + 2NaClO2(aq)  + 8H2O → Na2H2P2O6·6H2O(s) + 2HCl(aq)
2P(s) + 2NaClO2(aq)  + 10H2O + 2NaOH(aq) → Na4P2O6·10H2O(s)  + 2HCl(aq)
où Na2H2P2O6·6H2O(s) cristallise à pH = 5,2 et Na4P2O6·10H2O(s) cristallise à pH = 10.
Finalement, en versant les hydrates d'hypophosphates de sodium sur une colonne en résine échangeuse de cations, l'acide hypophosphorique est obtenu :
2H(résine) +  Na2H2P2O6 → 2Na(résine)  + H4P2O6
4H(résine) +  Na4P2O6 → 4Na(résine)  + H4P2O6
Il existe d'autres façons d'obtenir l'acide hypophosphorique :
- il peut être synthétisé par l'hydratation du tétraoxyde de diphosphore P2O4 (forme anhydre de l'acide hypophosphorique) ;
- il peut également s'obtenir par l'action du sulfure d'hydrogène H2S sur le sel de plomb insoluble Pb2P2O6.

## Propriétés

### Évolution spontanée à température ambiante
Dans les conditions standards thermodynamiques, l'acide hypophosphorique subit un réarrangement pour donner l'acide isohypophosphorique H4P2O6 (contenant les motifs P-O-P et P-H). Ce dernier se dismute en donnant un mélange d'acide pyrophosphorique H4P2O7 et d'acide pyrophosphoreux H4P2O5.

### Stabilité
L'acide hypophosphorique est remarquablement stable en milieu alcalin (à pH basique). Typiquement dans un milieu contenant 80 % d'hydroxyde de sodium NaOH (en volume), il faut chauffer à plus de 200 °C pour commencer à décomposer l'acide hypophosphorique.
Toutefois, en milieu acide, ce dernier est moins stable et s'hydrolyse en acide phosphorique et acide phosphoreux :
H4P2O6 + H2O → H3PO3 + H3PO4

### Propriétés électrochimiques
L'acide hypophosphorique est un agent aussi bien oxydant que réducteur :
2H3PO4 + 2H3O+ + 2e−  ⇌ H4P2O6 + 4H2O       E0 = −0,80 V
H4P2O6 + 2H3O+ + 2e−  ⇌ 2H3PO3  + 2H2O       E0 = +0,40 V